# Beagle (informatique)
Pour les articles homonymes, voir Beagle (homonymie).
Beagle est un logiciel libre destiné à indexer les données présentes sur un ordinateur, afin de faciliter les recherches sur divers types de documents. En cela, il est similaire à Strigi et feu-Kat sous Linux, Google Desktop Search sous Windows ou Spotlight sous Mac OS X.
Il a été écrit en C# avec Mono et Gtk#, de plus, il utilise un portage de Lucene en C# intitulé Lucene.Net en tant que moteur d'indexation.
Il est développé pour l'environnement graphique GNOME par des développeurs de Novell dont Dave Camp, Robert M. Love (en) et Joe Shaw. Il est au 1er décembre 2007 en version 0.3.0. Son interface graphique sous KDE est Kerry. Il existe également le logiciel Strigi sous KDE.
Le développement actif de Beagle est arrêté.